# 東京アイドル劇場
東京アイドル劇場（とうきょうアイドルげきじょう）は、女性アイドルのライブイベントである。

## 概要
アイドル研究家のノトフが主宰し、2015年2月15日、J-SQUARE SHINAGAWAで初開催された。
ノトフは同じく有名アイドルヲタクであるピストルと共に2013年11月より1年間、Showroom公式で「ノトフの事は嫌いでもピストルの事は嫌いにならないでください」を配信しており、そこでライブアイドルやローカルアイドルを紹介していたが、「メディアとしてではなく、ライブを通じて彼女たちに力を貸せないか」と感じたことが劇場を始めるきっかけになった。
「劇場」と名が付いているものの、AKB48劇場やAKIBAカルチャーズ劇場のような固定の設備を持った劇場ではなく、イベントスペースをその都度借り上げてライブイベントを行っている。初開催時のプレスリリースでは「ライブハウスをアイドル公演でジャックする仮設のアイドル劇場」という表現を用いている。
開始当初は月1 - 2回開催だったが、THE GRAND HALLでの「東京アイドル劇場プレミアム」、TOKYO FM HALLでの「東京アイドル劇場アドバンス」、シダックスカルチャーホールでの「渋谷アイドル劇場」といった姉妹イベントが加わり、2020年1月の時点では、合わせて月3 - 5回のペースで開催していた。
公演は複数のアイドルが原則として1組30分（アドバンス・プレミアムは45分、渋谷アイドル劇場は25分）の単独公演を行い、終了後は別室に移り物販（原則1時間、最長2時間30分）を行うという方式をとっている。これは、「対バンで10分か15分、ほんの2・3曲の定番の曲だけやって、並行して物販もという形だと実力がわからない。そのアイドルの個性も伝わってこない」（ピストル）、「アイドルが育っていくには単独ライブで、自分たちのお客様に向けたライブも必要」（ノトフ）という考えによるもの。
なお、東京アイドル劇場と渋谷アイドル劇場ではその日に行われる全公演に入場可能な「通し券」の販売も行っており、対バンライブのような見方も可能である。
2017年12月24日に東京アイドル劇場で行われたTask have Fun公演では、通常ライブスペースと物販スペースを隔てる壁を取り払い、収容人数を増やした通称「壁ぶち抜きライブ」を行った。その後も同様の公演を行っている。
2019年9月30日、当劇場で開始初期に定期公演を行っていた神宿がアンバサダーに就任することが発表された。
2020年3月以降、2019年コロナウイルス感染症の影響により公演中止が相次ぎ、従来の会場が使用できなくなったことから、同年7月より新たな会場としてYMCAアジア青少年センター スペースYホール（神田猿楽町）にて開催。渋谷アイドル劇場も同年8月より高田馬場BSホール（白夜書房地下）およびYMCAアジア青少年センター スペースYホールにて「東京アイドル劇場mini」の名称で公演を行っている。

### Girls Live Project
東京アイドル劇場がプロデュースするオリジナル公演。キャストは公演ごとに募集する。当初は「Tokyo Girls Project」(TGP)の名称だったが、2018年9月24日の公演から現名称の「Girls Live Project」(GLP)に変更。
2017年7月、『恋をするなら17歳で』公演がスタート。2018年3月には、第2弾『#春くる』公演（CHEEBOWプロデュース）がスタート。
2018年10月、槙田紗子（元PASSPO☆）がアドバイザーに就任、新公演（公演名なし）がスタート。さらに2018年12月7日には、GLPの総合プロデューサーに里咲りさが就任することを発表。2019年2月24日より、『オンユアマークス』公演（里咲プロデュース）を行う。

## 会場
| 公演名                        | 会場                                                                       | 座席数 | 公演時間 | 備考                             |
| ----------------------------- | -------------------------------------------------------------------------- | --- | -------- | -------------------------------- |
| 東京アイドル劇場              | J-SQUARE SHINAGAWA                                                         | 36 - 70（前方3 - 5列×12 - 14席）、後方にスタンディングエリアあり（座席・スタンディング合計120） ※「壁ぶち抜き公演」は座席数130、スタンディング含め180 | 原則30分 | 初公演：2015年2月15日            |
| 東京アイドル劇場 フレッシュ25 | J-SQUARE SHINAGAWA                                                         | 36 - 70（前方3 - 5列×12 - 14席）、後方にスタンディングエリアあり（座席・スタンディング合計120） ※「壁ぶち抜き公演」は座席数130、スタンディング含め180 | 原則25分 | 2017年1月9日、5月6日 （計2回）   |
| 東京アイドル劇場              | YMCAアジア青少年センター スペースYホール ※一部公演は高田馬場BSホールで開催 | 東京アイドル劇場：54→2020年8月より102（うち特別優先席10）、全席着席 東京アイドル劇場mini：100（特別優先席の設定なし）、全席着席                       | 原則30分 | 初公演：2020年7月4日             |
| 東京アイドル劇場 mini         | YMCAアジア青少年センター スペースYホール ※一部公演は高田馬場BSホールで開催 | 東京アイドル劇場：54→2020年8月より102（うち特別優先席10）、全席着席 東京アイドル劇場mini：100（特別優先席の設定なし）、全席着席                       | 原則25分 | 初公演：2020年8月22日            |
| 東京アイドル劇場 mini         | 高田馬場BSホール                                                           | 60程度、全席着席。後方に三脚・一脚脚使用可エリアがあり、そこではスタンディング可                                                                      | 原則25分 | 初公演：2020年8月16日            |
| 浅草アイドル劇場              | 本所地域プラザ BIG SHIP                                                    | | 30分     | 2016年9月22日、11月5日 （計2回） |
| 東京アイドル劇場 プレミアム   | THE GRAND HALL                                                             | 440（うち特別優先席50）、全席着席 | 45分     | 初公演：2016年12月30日           |
| 渋谷アイドル劇場              | シダックスカルチャーホール                                                 | 127（うち最前中央指定席4）、5列目以降スタンディングOK、後方に脚立・一脚使用可エリアあり ※2020年7月26日は70（特別優先席なし）                          | 原則25分 | 初公演：2017年7月8日             |
| 東京アイドル劇場 アドバンス   | TOKYO FM HALL                                                              | 160（うち特別優先席36）、後方にスタンディングエリアあり                                                                                               | 45分     | 初公演：2017年12月10日           |

## 公演
※【GLP】（【TGP】）：Girls Live Project（2018年9月24日、「Tokyo Girls Project」から改名）公演
| 2015年   | 2015年           | 2015年 |
| 公演日   | 公演名           | 出演者 |
| -------- | ---------------- | --- |
| 2月25日  | 東京アイドル劇場 | SCK GIRLS、神宿、アモレカリーナ、ProPetite、さくらんぼんBom、C-Style、オレンジポート、PASTEL CALLA |
| 3月15日  | 東京アイドル劇場 | 神宿、アモレカリーナ（1部）、あかぎ団、sora tob sakana、C-Style、Star☆T、アモレカリーナ（2部）、オレンジポート                                                                                         |
| 4月4日   | 東京アイドル劇場 | アモレカリーナ、神宿、オレンジポート、Hauptharmonie、夏休み!キッズカラオケ大会、テアトルアカデミー仙台公演（あんやほにぃ、ラズベリーレモネード）、meltia、テアトルアカデミー札幌公演（ミルキーベリー） |
| 4月19日  | 東京アイドル劇場 | アモレカリーナ、神宿、Si☆Stella、さくらんぼんBom、むすびズム、ボナメタル、PLC、PASTEL CALLA |
| 5月17日  | 東京アイドル劇場 | SCK GIRLS、sora tob sakana、ShuN-R@n GIRLS☆、KissBee、ラブヘタレ!公演、アモレカリーナ、Kin♡Gin♡Pearls、神宿                                                                                            |
| 5月31日  | 東京アイドル劇場 | アモレカリーナ、ボナメタル、神宿、Star☆T（1部）、Si☆Stella、Star☆T（2部）、PASTEL CALLA、むすびズム |
| 6月14日  | 東京アイドル劇場 | アモレカリーナ、神宿（1部）、PLC、KissBee、神宿（2部）、Hauptharmonie、プリティグッド!、Lovelys!!!! |
| 6月27日  | 東京アイドル劇場 | アモレカリーナ、BABY☆STAR、渡良瀬橋43キッズ、神宿（45分公演）、渡良瀬橋43、フルーティー、むすびズム、PASTEL CALLA                                                                                      |
| 7月19日  | 東京アイドル劇場 | アモレカリーナCUTE、ぴゅあ娘、ふらっぺidolぷろじぇくと生、KissBee（1部）、リナチックステイト、KissBee（2部）、Miniature Garden、むすびズム                                                             |
| 7月26日  | 東京アイドル劇場 | 渡良瀬橋43キッズ、10COLOR'S、アモレカリーナCUTE、渡良瀬橋43、Ru:Run、神宿、プリティグッド!、Kin♡Gin♡Pearls                                                                                             |
| 8月8日   | 東京アイドル劇場 | アモレカリーナCUTE、ふらっぺidolぷろじぇくと生、mImi（1部）、戦国黒田少女隊、mImi、さくらんぼんBom、渡良瀬橋43&キッズ、ぴゅあ娘                                                                        |
| 8月16日  | 東京アイドル劇場 | Si☆Stella、KOBerrieS♪（1部）、KissBee、神宿（CD特典イベント）、MilkShake、ラズベリーレモネード、プリティグッド!、KOBerrieS♪（2部）                                                                     |
| 8月23日  | 東京アイドル劇場 | 渡良瀬橋43キッズ、ぴゅあ娘、アモレカリーナCUTE、渡良瀬橋43、Hauptharmonie、Ru:Run、むすびズム、Miniature Garden                                                                                        |
| 9月20日  | 東京アイドル劇場 | ふらっぺidolぷろじぇくと生、KissBee、mImi（1部）、10COLOR'S（1部）、mImi（2部）、10COLOR'S（2部）、Ru:Run、神宿                                                                                        |
| 10月10日 | 東京アイドル劇場 | 渡良瀬橋43キッズ、mImi（1部）、まねきケチャ、神宿、mImi（2部）、渡良瀬橋43、プリティグッド!、トーキョー夢ぴよ組                                                                                        |
| 10月25日 | 東京アイドル劇場 | プレイボールズ、ベースボールガールズ、ふれふれチャイムFes.、アモレカリーナ東京、parfait、すずもも、BABY☆STAR、ノンシュガー研究生                                                                       |
| 11月8日  | 東京アイドル劇場 | さくらんぼんBom研究生ミニぼん、flavor、アモレカリーナ東京、トーキョー夢ぴよ組（1部）、UP's COLLEGE from アイカレ、Chelip、強がりセンセーション、トーキョー夢ぴよ組（2部）                              |
| 11月21日 | 東京アイドル劇場 | parfait、mImi（1部）、Kin♡Gin♡Pearls、10COLOR'S、mImi（2部）、10COLOR'S（2部）、ふらっぺidolぷろじぇくと生、Hauptharmonie                                                                              |
| 12月6日  | 東京アイドル劇場 | 渡良瀬橋46&キッズ、ふれふれチャイムFes.、強がりセンセーション（1部）、アモレカリーナ東京、すずもも、強がりセンセーション（2部）、ふらっぺidolぷろじぇくと生、むすびズム                                |
| 12月20日 | 東京アイドル劇場 | ひろしまMAPLE☆S、mImi（1部）、Chelip、トーキョー夢ぴよ組（1部）、mImi（2部）、トーキョー夢ぴよ組（2部）、pinkypoker、オレンジポート                                                                    |

| 2016年   | 2016年                     | 2016年 |
| 公演日   | 公演名                     | 出演者 |
| -------- | -------------------------- | --- |
| 1月10日  | 東京アイドル劇場           | Si☆Stella、mImi（1部）、すずもも、リンクSTAR`s、UP's COLLEGE from アイカレ、mImi（2部）、Ru:Run、ピンク・ベイビーズ                                                                                  |
| 1月31日  | 東京アイドル劇場           | parfait、渡良瀬橋43+43X、Kin♡Gin♡Pearls、トーキョー夢ぴよ組（1部）、すずもも、トーキョー夢ぴよ組（2部）、Hauptharmonie、Jeanne Maria                                                                 |
| 2月14日  | 東京アイドル劇場           | DEEP GIRL、Si☆Stella、UP's COLLEGE from アイカレ、ピンク・ベイビーズ（1部）、ふれふれチャイムFes.、すずもも、ピンク・ベイビーズ（2部）、Tokyo Cheer② Party                                           |
| 2月27日  | 東京アイドル劇場           | ふらっぺidolぷろじぇくと生、アモレカリーナ東京、Star☆T、トーキョー夢ぴよ組（1部）、Kin♡Gin♡Pearls、トーキョー夢ぴよ組（2部）、フルーティー、オレンジポート                                           |
| 2月28日  | 東京アイドル劇場           | 渡良瀬橋43+43X、mImi（1部）、GALETTe（1部）、すずもも、mImi（2部）、ピンク・ベイビーズ、GALETTe（2部）、Hauptharmonie                                                                                |
| 3月13日  | 東京アイドル劇場           | 渡良瀬橋43+43X、ふらっぺidolぷろじぇくと生、Ru:run、HOT HEAT HEAT GIRLS、Si☆Stella、minAmin、S☆UTHERN CROSS、Jeanne Maria                                                                            |
| 3月20日  | 東京アイドル劇場           | Kin♡Gin♡Pearls、mImi（1部）、レッツポコポコ、mImi（2部）、トーキョー夢ぴよ組（2部）、ピンク・ベイビーズ、SunRisa                                                                                     |
| 4月10日  | 東京アイドル劇場           | SCK GIRLS、parfait、アモレカリーナ東京、GALETTe（1部）、ピンク・ベイビーズ、Maria、GALETTe（2部）、オレンジポート                                                                                    |
| 4月23日  | 東京アイドル劇場           | 渡良瀬橋43、パクスプエラ（1部）、さくらんぼんBom、すずもも、パクスプエラ（2部）、ピンク・ベイビーズ、トーキョー夢ぴよ組、レッツポコポコ、Chelip                                                      |
| 5月15日  | 東京アイドル劇場           | GALETTe、パクスプエラ（1部）、parfait、トーキョー夢ぴよ組（1部）、パクスプエラ（2部）、トーキョー夢ぴよ組（2部）、ピンク・ベイビーズ、全力少女R                                                      |
| 5月29日  | 東京アイドル劇場           | Hauptharmonie、アモレカリーナ東京、Dancing Dolls、渡良瀬橋43+43X、ふらっぺidolぷろじぇくと生、S☆UTHERN CROSS、ピンク・ベイビーズ、レッツポコポコ                                                     |
| 6月12日  | 東京アイドル劇場           | トーキョー夢ぴよ組（1部）、Si☆Stella、オレンジポート、トーキョー夢ぴよ組（2部）、渡良瀬橋43+43X、ユメオイ少女、ピンク・ベイビーズ、レッツポコポコ                                                    |
| 6月26日  | 東京アイドル劇場           | MilkShake、パクスプエラ（1部）、ふらっぺidolぷろじぇくと生、レッツポコポコ、パクスプエラ（2部）、10COLOR'S、ピンク・ベイビーズ、963                                                                  |
| 7月10日  | 東京アイドル劇場           | アクターズスタジオ・スペシャル（すずもも、渡辺あみ、菱川あやみ）、全力少女R（1部）、少女隊、ノンシュガー、全力少女R（2部）、絶対直球女子!プレイボールズ、G☆Girls、エレクトリックリボン、QunQun       |
| 7月31日  | 東京アイドル劇場           | Runa☆Rina（渡良瀬橋43）、リナティックステイト、ピンク・ベイビーズ（1部）、地球人、ふれふれチャイムFes.、ピンク・ベイビーズ（2部）、レッツポコポコ、フィロソフィーのダンス                            |
| 8月20日  | 東京アイドル劇場           | オレンジポート、parfait、バクステ外神田一丁目、WHY@DOLL、アクターズスタジオ・スペシャル（すずもも、渡辺あみ、菱川あやみ、井上瑠夏）、閃光ロードショー、SunRisa、レッツポコポコ、強がりセンセーション |
| 8月28日  | 東京アイドル劇場           | I'S9、パクスプエラ（1部）、全力少女R（1部）、みうかのん(Dancing Doll)、パクスプエラ（2部）、全力少女R（2部）、ピンク・ベイビーズ、レッツポコポコ、絶対直球女子!プレイボーイズ、on and Go!            |
| 9月11日  | 東京アイドル劇場           | 10COLOR'S（1部）、Task have Fun、WHY@DOLL、10COLOR'S（2部）、パクスプエラ（1部）、レッツポコポコ、絶対直球女子!プレイボールズ、パクスプエラ（2部）                                                   |
| 9月22日  | 浅草アイドル劇場           | アクターズスタジオ・スペシャル（すずもも、渡辺あみ、菱川あやみ）（1部）、渡良瀬橋43X、Si☆Stella、アクターズスタジオ・スペシャル（2部）、Runa☆Rina、ユメオイ少女、TOKYO喫茶、少女隊                   |
| 10月9日  | 東京アイドル劇場           | IS'9（1部）、みうかのん(Dancing Doll)、GALETTe（1部）、I'S9（2部）、Dancing Doll、GALETTe（2部）、Task have Fun、ICE CREAM SUICIDE<OA：PANIC MAGIC>                                                  |
| 10月23日 | 東京アイドル劇場           | 強がりセンセーション、Task have Fun、レッツポコポコ、全力少女R、スルースキルズ、ハッピーくるくる、ピンク・ベイビーズ、絶対直球女子!プレイボールズ、時代加速装置@'me                                  |
| 11月3日  | 東京アイドル劇場           | ANNA☆S+DANCE NUTS'、原宿物語、ユメオイ少女、フィロソフィーのダンス、on and Go!、まちだガールズクワイア、Task have Fun、ICE CREAM SUICIDE、時代加速装置@'me、強がりセンセーション                     |
| 11月5日  | 浅草アイドル劇場           | Runa☆Rina、少女交響曲〜GirlsSymphony〜、アモレカリーナ東京、少女隊、杜の都センセ→ション<ゲスト：ぼんBomしすたぁ〜ず>、Rise、すずもも、Lovin&S                                                        |
| 11月20日 | 東京アイドル劇場           | パクスプエラ（1部）、ICE CREAM SUICIDE、絶対直球女子!プレイボールズ、パクスプエラ（2部）、Task have Fun、閃光ロードショー、レッツポコポコ、時代加速装置@'me                                          |
| 12月4日  | 東京アイドル劇場           | パクスプエラ（1部）、Task have Fun、ICE CREAM SUICIDE、パクスプエラ、26時のマスカレイド、Si☆Stella、絶対直球女子!プレイボールズ、レッツポコポコ、時代加速装置@'me                                    |
| 12月23日 | 東京アイドル劇場           | Task have Fun（1部）、Hauptharmonie、ICE CREAM SUICIDE、Task have Fun（2部）、Fullfull☆Pocket、mi-na、ピンク・ベイビーズ、絶対直球女子!プレイボールズ、atME、強がりセンセーション                    |
| 12月30日 | 東京アイドル劇場プレミアム | フィロソフィーのダンス、アイドルネッサンス、まねきケチャ、ゆるめるモ!、drop、桃井はるこ |

| 2017年   | 2017年                       | 2017年 |
| 公演日   | 公演名                       | 出演者 |
| -------- | ---------------------------- | --- |
| 1月8日   | 東京アイドル劇場             | DAIZ（ANNA☆S+DANCE NUTS'他）、パクスプエラ（1部）、ICE CREAM SUICIDE、パクスプエラ（2部）、絶対直球女子!プレイボールズ、KAMOがネギをしょってくるッ!!!、レッツポコポコ、atME、強がりセンセーション                                                                                              |
| 1月9日   | 東京アイドル劇場フレッシュ25 | Runa☆Rina&みかぽん（渡良瀬橋43）、ノンシュガー、アモレカリーナ東京、少女交響曲〜GirlsSymphony〜、TOKYO5、ユメオイ少女、少女隊、アクターズスタジオ・スペシャル（すずもも、渡辺あみ、菱川あやみ）                                                                                                |
| 1月22日  | 東京アイドル劇場             | 閃光ロードショー、mi-na、全力少女R（1部）、アイドルカレッジチームC、絶対直球女子!プレイボールズ、全力少女R（2部）、リンクSTAR`s、ICE CREAM SUICIDE、atME、強がりセンセーション |
| 2月5日   | 東京アイドル劇場             | I'S9、ICE CREAM SUICIDE、Si☆Stella、Task have Fun（1部）、原宿物語、パンダみっく、Task have Fun（2部）、絶対直球女子!プレイボールズ、atME |
| 2月25日  | 東京アイドル劇場             | パンダみっく、絶対直球女子!プレイボールズ、さきどり発信局、Task have Fun、渡良瀬橋43、26時のマスカレイド、原宿物語、mi-na、atME |
| 2月26日  | 東京アイドル劇場             | 全力少女R（1部）、パクスプエラ（1部）、Task have Fun、パクスプエラ（2部）、全力少女R（2部）、TOKYO5、ピンク・ベイビーズ、レッツポコポコ、強がりセンセーション |
| 3月12日  | 東京アイドル劇場             | 強がりセンセーション、Si☆Stella、レッツポコポコ、Task have Fun（1部）、すずもも、パンダみっく、Task have Fun（2部）、絶対直球女子!プレイボールズ、atME |
| 3月26日  | 東京アイドル劇場             | DAIZ、キャンディzoo、絶対直球女子!プレイボールズ、Task have Fun、Maria、Hauptharmonie、mi-na、さきどり発信局、atME、Chu☆Oh!Dolly |
| 4月8日   | 東京アイドル劇場             | Runa☆Rina&みかぽん、少女隊（1部）、ハイカラガールズfeat.えま、少女隊（2部）、Runa&Rina、RIOT BABY、TOKYO5、キャンディzoo |
| 4月9日   | 東京アイドル劇場             | いちごみるく色に染まりたい。、PREDIANNA、絶対直球女子!プレイボールズ、Chu☆Oh!Dolly、リンクSTAR`s、KAMOがネギをしょってくるッ!!!、Task have Fun、レッツポコポコ、atME |
| 4月23日  | 東京アイドル劇場             | mi-na、Si☆Stella、Task have Fun（1部）、絶対直球女子!プレイボールズ、Fullfull☆Pocket、Task have Fun（2部）、パンダみっく、TOKYO5、atME、Chu☆Oh!Dolly |
| 5月6日   | 東京アイドル劇場フレッシュ25 | 少女隊、みうかのん、渡良瀬橋43、少女交響曲〜GirlsSymphony〜、ピュアリー3、Runa☆Rina、SHiNY SHiNY、RIOT BABY |
| 5月7日   | 東京アイドル劇場プレミアム   | アイドルネッサンス（1部）、ときめき宣伝部（1部）、わーすた（1部）、アイドルネッサンス（2部）、ときめき宣伝部（2部）、わーすた（2部）、Task have Fun、神宿 |
| 5月7日   | 東京アイドル劇場             | パンダみっく、全力少女R（1部）、Task have Fun、絶対直球女子!プレイボールズ、全力少女R（2部）、キャンディzoo、いちごみるく色に染まりたい。、Chu☆Oh!Doliy |
| 5月21日  | 東京アイドル劇場             | PREDIANNA&MERUCHU（1部）、Task have Fun（1部）、mi-na、PREDIANNA&MERUCHU（2部）、Task have Fun（2部）、キャンディzoo、ピンク・ベイビーズ、レッツポコポコ、KAMOがネギをしょってくるッ!!!、強がりセンセーション                                                                                  |
| 6月18日  | 東京アイドル劇場             | 金星ジュリエッタ、Task have Fun、TOY SMILEY、絶対直球女子!プレイボールズ、Fullfull☆Pocket、Chu☆Oh!Dolly（1部）、キャンディzoo、レッツポコポコ、Chu☆Oh!Dolly（2部）、少女交響曲〜GirlsSymphony〜                                                                                                |
| 6月25日  | 東京アイドル劇場             | PREDIANNA&MERUCHU（1部）、TOKYO5、Task have Fun（1部、45分）、PREDIANNA&MERUCHU（2部）、パンダみっく、Task have Fun（2部、45分）、Chu☆Oh!Dolly、atME |
| 7月1日   | 東京アイドル劇場             | にじいろ学園SEASON3、Clef Leaf、キャンディzoo、seeDream、いちごみるく色に染まりたい。（1部）、RIOT BABY、渡良瀬橋43、MELLOW GREEN WONDER、いちごみるく色に染まりたい。（2部）、純粋カフェ・ラッテ                                                                                              |
| 7月8日   | 渋谷アイドル劇場             | MOMOもすももももものうち☆、i*chip memory、Si☆Stella（1部）、ユメオイ少女、渡良瀬橋43、Runa☆Rina、純粋カフェ・ラッテ、Si☆Stella（2部）、RIOT BABY、SHiNY SHiNY、ニコニコ♡LOVERS、243と吉崎綾 |
| 7月16日  | 東京アイドル劇場             | TOY SMILEY、パンダみっく、TOKYO5、絶対直球女子!プレイボールズ、PREDIANNA&MERUCHU、アイドルカレッジTeamD×TeamC、風光ル梟、26時のマスカレイド、Chu☆Oh!Dolly |
| 7月22日  | 東京アイドル劇場             | キャンディzoo（1部）、【TGP】「恋をするなら17歳で」（予告編）、PREDIANNA（1部）、キャンディzoo（2部）、くるーず〜CRUiSE!（1部）、PREDIANNA（2部）、くるーず〜CRUiSE!（2部）、No,SateLight |
| 7月29日  | 東京アイドル劇場             | キャンディzoo、PiXMiX、全力少女R（1部）、Task have Fun（1部）、【TGP】「恋をするなら17歳で」、全力少女R（2部）、Task have Fun（2部）、レッツポコポコ、Chu☆Oh!Dolly、atME |
| 8月5日   | 東京アイドル劇場             | DAIZ、TOY SMILEY、少女交響曲〜GirlsSymphony〜、【TGP】「恋をするなら17歳で」（1部）、MOMOもすももももものうち☆、パクスプエラ、Si☆Stella、風光ル梟、【TGP】「恋をするなら17歳で」（2部）、九州アイドル特別合同公演（MilkShake、うさぎのみみっく！！、REBIRTH。60分）、Chu☆Oh!Dolly、Fille Ailes |
| 8月13日  | 東京アイドル劇場プレミアム   | Cheeky Parade、マジカル・パンチライン、わーすた（1部）、GEM、Task have Fun、わーすた（2部）、OnePixcel |
| 8月13日  | 東京アイドル劇場             | 【TGP】「恋をするなら17歳で」（1部）、キャンディzoo、Task have Fun、レッツポコポコ、PiXMX、【TGP】「恋をするなら17歳で」（2部）、いちごみるく色に染まりたい。、Chu☆Oh!Dolly |
| 8月27日  | 東京アイドル劇場             | Clef Leaf、【TGP】「恋をするなら17歳で」（1部）、atME、渡良瀬橋43、seeDream、【TGP】「恋をするなら17歳で」（2部）、MELLOW GREEN WONDER、C;ON、No,SateLight、Chu☆Oh!Dolly、Flower Notes |
| 9月3日   | 東京アイドル劇場             | ミルキーベリー、絶対直球女子!プレイボールズ、TOY SMILEY、キャンディzoo、少女隊、レッツポコポコ、Task have Fun、パンダみっく、26時のマスカレイド、Chu☆Oh!Dolly |
| 9月10日  | 東京アイドル劇場             | くるーず〜CRUiSE!、あまのひにゃさく（1部）、【TGP】「恋をするなら17歳で」（1部）、Runa☆Rina、あまのひにゃさく（2部）、【TGP】「恋をするなら17歳で」（2部）、Si☆Stella、Task have Fun、atME、Chu☆Oh!Dolly                                                                                       |
| 9月23日  | 渋谷アイドル劇場             | DIANNAプロジェクト練習生（1部）、METROPOLIS、渡良瀬橋43、風光ル梟、DIANNAプロジェクト練習生（2部）、seeDream、TOY SMILEY、RIOT BABY、Flower Note、純粋カフェ・ラッテ、atME、Clef Leaf |
| 10月1日  | 東京アイドル劇場             | あまのひにゃさく<OA：むらまつここりん>、キャンディzoo、少女隊（1部）、あまのひにゃさく&むらまつここりん、虹色幻想曲 〜プリズム・ファンタジア〜、少女隊（2部）、絶対直球女子!プレイボールズ、atME                                                                                               |
| 10月7日  | 渋谷アイドル劇場             | Twinkle、風光ル梟、Runa☆Rina、i*chip_memory、JSキッズソロSP、PiXMiX、アクターズSP（松田真凛、菱川あやみ）、POPUP、渡良瀬橋43、MELLOW GREAN WONDER、No,SateLight、963<OA：彼女のサーブ> |
| 10月15日 | 東京アイドル劇場             | 【TGP】「恋をするなら17歳で」（1部）、パンダみっく、パクスプエラ（1部）、アイドルカレッジTeamC、パクスプエラ（2部）、【TGP】「恋をするなら17歳で」（2部）、TOY SMILEY、キャンディzoo、なんキニ!、少女隊、絶対直球女子!プレイボールズ                                                           |
| 11月3日  | 渋谷アイドル劇場             | あまのひにゃさく（1部）、風光ル梟、Runa☆Rina、重本ことり（1部）、あまのひにゃさく（2部）、ミラクルキャンディーベリー+、RIOT BABY、重本ことり（2部）、くるーず〜CRUiSE!（1部）、少女隊、Flower Note、くるーず〜CRUiSE!（2部）、Needs、Clef Leaf                                                 |
| 11月5日  | 東京アイドル劇場             | DAIZ、パンダみっく（1部）、Si☆Stella、TOY SMILEY、パンダみっく（2部）、閃光ロードショー、【TGP】「恋をするなら17歳で」（1部）、純粋カフェ・ラッテ、少女隊、【TGP】「恋をするなら17歳で」（2部）                                                                                                |
| 11月19日 | 東京アイドル劇場             | あまのひにゃさく（1部）、絶対直球女子!プレイボールズ、Task have Fun（1部）、あまのひにゃさく（2部）、【TGP】「恋をするなら17歳で」（1部）、TOY SMILEY、Task have Fun（2部）、キャンディzoo、【TGP】「恋をするなら17歳で」（2部）、atME、少女隊                                                 |
| 12月3日  | 東京アイドル劇場             | 【TGP】「恋をするなら17歳で」（1部）、パクスプエラ（1部）、Si☆Stella、全力少女R（1部）、パクスプエラ（2部）、【TGP】「恋をするなら17歳で」（2部）、全力少女R（2部）、TOY SMILEY、Needs、純粋カフェ・ラッテ、絶対直球女子!プレイボールズ                                                        |
| 12月9日  | 渋谷アイドル劇場             | Runa☆Rina、風光ル梟、民謡ガールズ、PREDIANNA+MERUCHU（1部）、【TGP】「恋をするなら17歳で」（1部）、君の隣のラジかるん、PREDIANNA+MERUCHU（2部）、アクターズSP（松田真凛、菱川あやみ）、ニコニコ♡LOVER、【TGP】「恋をするなら17歳で」（2部）、純粋カフェ・ラッテ、少女隊、ピグルモア            |
| 12月10日 | 東京アイドル劇場アドバンス   | Task have Fun（1部）、パクスプエラ、PiXMiX、La PomPon、Task have Fun（2部）、26時のマスカレイド、フィロソフィーのダンス |
| 12月23日 | 東京アイドル劇場プレミアム   | sora tob salkana、夢みるアドレセンス（1部）、東京女子流（1部）、フィロソフィーのダンス、Task have Fun、夢みるアドレセンス（2部）、東京女子流（2部） |
| 12月24日 | 東京アイドル劇場             | Task have Fun（壁ぶち抜き公演）、アイドルカレッジTeamC、パンダみっく、TOY SMILEY、RABBIT HUTCH、【TGP】「恋をするなら17歳で」、いちごみるく色に染まりたい、Needs、純粋カフェ・ラッテ、atME、少女隊                                                                                             |

| 2018年   | 2018年                     | 2018年 |
| 公演日   | 公演名                     | 出演者 |
| -------- | -------------------------- | --- |
| 1月14日  | 東京アイドル劇場           | RABBIT HUTCH（1部）、パンダみっく、Task have Fun（1部）、RABBIT HUTCH（2部）、絶対直球女子!プレイボールズ（1部）、君の隣のラジかるん、Task have Fun（2部）、絶対直球女子!プレイボールズ（2部）、Cupitron、純粋カフェ・ラッテ、NEO JAPONISM |
| 1月27日  | 渋谷アイドル劇場           | RABBIT HUTCH、Runa☆+渡良瀬橋43、Twinkle、民謡ガールズ、JSキッズソロSP《拡大版》（60分）、【TGP】「恋をするなら17歳で」（1部）、君の隣のラジかるん（1部）、Si☆Stella、RIOT BABY、【TGP】「恋をするなら17歳で」（2部）、君の隣のラジかるん（2部）、みらくる!わんだらんど、ハッピーくるくる                                                              |
| 1月28日  | 東京アイドル劇場           | Shibu3 project ピンククラス、TOY SMILEY（1部）、Task have Fun（1部）、Shibu3 project イエロークラス、TOY SMILEY（2部）、Shibu3 project ブルークラス、Task have Fun（2部）、Shibu3 project グリーンクラス、Needs、神使轟く、激情の如く。、atME |
| 2月4日   | 東京アイドル劇場アドバンス | monogatari、Task have Fun（1部）、Ange☆Reve、26時のマスカレイド、Task have Fun（2部）、マジカル・パンチライン、桃井はるこ |
| 2月10日  | 東京アイドル劇場           | RABBIT HUTCH（1部）、Shine Fine Movement、Needs（1部）、RABBIT HUTCH（2部）、Flower Notes、Needs（2部）、seeDream、純粋カフェ･ラッテ、G☆Girls、【TGP】「恋をするなら17歳で」 |
| 2月11日  | 東京アイドル劇場           | SCK GIRLS、君の隣のラジかるん（1部）、TOY SMILEY、全力少女R（1部）、君の隣のラジかるん（2部）、Si☆Stella、パンダみっく、いちごみるく色に染まりたい、全力少女R（2部）、AIBECK |
| 2月18日  | 渋谷アイドル劇場           | Shibu3 project グリーンクラス、東京flavor、民謡ガールズ、Shibu3 project ブルークラス、テーマパークガール、POEM、Shibu3 project イエロークラス、君の隣のラジかるん（1部）、【TGP】「恋をするなら17歳で」（1部）、Shibu3 project ピンククラス、Summer Rocket、君の隣のラジかるん（2部）、【TGP】「恋をするなら17歳で」（2部）、MELLOW GREEN WONDER      |
| 2月25日  | 東京アイドル劇場           | TOY SMILEY、Task have Fun、キャンディzoo、なんキニ!、みんなのこどもちゃん、くるーず〜CRUiSE!、Shin Fine Movement、atME（60分、ラストライブ）、Clef Leaf |
| 3月3日   | 渋谷アイドル劇場           | Twinkle、RABBIT HUTCH、さちももハッピーチ、民謡ガールズ、JSキッズソロ《拡大版》（70分）、【TGP】「恋をするなら17歳で」、Need（1部）、POEM、Si☆Stella、ネコプラ、Needs（2部）、君の隣のラジかるん、chuLa |
| 3月11日  | 東京アイドル劇場           | RABBIT HUTCH（1部）、【TGP】「恋をするなら17歳で」、Task have Fun（1部）、RABBIT HUTCH（2部）、真っ白なキャンパス、キャンディzoo、Task have Fun（2部）、TOY SMILEY、Shine Fine Movement、純粋カフェ・ラッテ、Clef Leaf |
| 3月25日  | 東京アイドル劇場           | パンダみっく、【TGP】「#春くる」（1部）、君の隣のラジかるん（1部）、TOY SMILEY、【TGP】「#春くる」、Needs（1部）、君の隣のラジかるん（2部）、いちごみるく色に染まりたい、櫻井優衣、Needs（2部）、BiRESCO |
| 3月31日  | 東京アイドル劇場プレミアム | sora tob sakana、Task have Fun（1部）、わーすた（1部）、Cheeky Parade、Task have Fun（2部）、わーすた（2部）、フィロソフィーのダンス |
| 4月8日   | 東京アイドル劇場           | RABBIT HUTCH、ミラクルキャンディーベリー+、RIOT BABY、TOY SMILEY、いちごみるく色に染まりたい、金星☆ジュリエッタ、Shine Fine Movement、アイドルカレッジTeamC、櫻井優衣、ネコプラ |
| 4月15日  | 渋谷アイドル劇場           | RABBIT HUTCH（1部）、手賀沼サンセット（1部）、Shibu3 project ピンククラス、Shibu3project イエロークラス、RABBIT HUTCH（2部）、手賀沼サンセット（2部）、民謡ガールズ、全力少女R、Shibu3 project ブルークラス、君の隣のラジかるん（1部)、【TGP】「#春くる」（1部）、Shibu3 project グリーンクラス、君の隣のラジかるん（2部）、【TGP】「#春くる」（2部） |
| 4月22日  | 東京アイドル劇場アドバンス | 風光ル梟、君の隣のラジかるん、AIS -All Idol Songs-、Fullfull Pocket、26時のマスカレイド、マジカル・パンチライン、Shine Fine Movement |
| 4月29日  | 東京アイドル劇場           | くるーず〜CRUiSE!、パンダみっく、君の隣のラジかるん、キャンディzoo、絶対直球女子!プレイボールズ、Needs（1部）、純粋カフェ・ラッテ、G-COMPLEx、Needs（2部）、神使轟く、激情の如く。、i*chip_memory |
| 4月30日  | 渋谷アイドル劇場           | Twinkle、佐賀乙女みゅー☆スター、Pen-Pen、星名はる、JSキッズソロSP（70分）、【TGP】「#春くる」（1部）、JSキッズおかわり公演、佐賀乙女みゅー☆スター（2部）、くるーず〜CRUiSE!、【TGP】「#春くる」（2部）、テンシメシ、みらくる!わんだらんど、東京flavor                                                                                                 |
| 5月6日   | 東京アイドル劇場           | Clef Leaf、いちごみるく色に染まりたい（1部）、TOY SMILY、RIOT BABY、アクアノート、いちごみるく色に染まりたい（2部）、手羽先センセーション、櫻井優衣、Shine Fine Movement、鶯籠、少女隊 |
| 5月12日  | 渋谷アイドル劇場           | Runa☆+渡良瀬橋43、DAIZ、【TGP】「#春くる」（1部）、民謡ガールズ、chuLa、赤ちょこ、【TGP】「#春くる」（2部）、君の隣のラジかるん（1部）、きゃわふるTORNADO（1部）、loop、櫻井優衣、君の隣のラジかるん（2部）、きゃわふるTORNADO（2部）、少女隊 |
| 5月13日  | 東京アイドル劇場           | RABBIT HUTCH（1部）、パンダみっく、TakhaveFun（1部）、RABBIT HUTCH（2部）、Needs、パクスプエラ（45分）、Task have Fun（2部）、真っ白なキャンバス、櫻井優衣、純粋カフェ・ラッテ、Mew Mew |
| 5月20日  | 東京アイドル劇場アドバンス | 君の隣のラジかるん、Task have Fun（1部）、フィロソフィーのダンス、AIS -All Idol Songs-、Task have Fun（2部）、マジカル・パンチライン、全力少女R |
| 5月26日  | 渋谷アイドル劇場           | アクターズSP（菱川あやみ、秦あやか）、Shibu3 project グリーンクラス、Shibu3 project イエロークラス、東京flavor、君の隣のラジかるん（1部）、ゆめみどき、Shibu3 project ピンククラス、Needs（1部）、君の隣のラジかるん（2部）、【TGP】「#春くる」、Shibu3 project ブルークラス、Needs（2部）、櫻井優衣                                                  |
| 6月3日   | 東京アイドル劇場           | アクアノート、【TGP】「恋をするなら17歳で」、TOY SMILEY、君の隣のラジかるん、全力少女R。【TGP】「#春くる」、東京flavor、みらくる!わんだらんど、全力少女R、純粋カフェ・ラッテ、BiRESCO |
| 6月10日  | 渋谷アイドル劇場           | RABBIT HUTCH（1部）、手賀沼サンセット（1部）、民謡ガールズ、櫻井佑音、アクアノート、RABBIT HUTCH（2部）、手賀沼サンセット（2部）、RIOT BEBY、【TGP】「#春くる」（1部）、空野青空、鶯籠、手羽先センセーション、【TGP】「#春くる」（2部）、Shine Fine Movement                                                                                          |
| 6月17日  | 東京アイドル劇場           | PREDIANNA（1部）、パンダみっく、アクアノート、TOY SMILEY、PREDIANNA（2部）、【TGP】「#春くる」、Needs（1部）、G-COMPLEx、櫻井優衣、Needs（2部）、Mew Mew |
| 6月23日  | 東京アイドル劇場アドバンス | 君の隣のラジかるん、TOY SMILEY、櫻井優衣、アクアノート、パクスプエラ、マジカル・パンチライン、鶯籠 |
| 6月30日  | 渋谷アイドル劇場           | Shibu3 project イエロークラス、Shibu3 project ピンククラス、Si☆Stella、東京flavor、JCアイドルソロSP Vol.1（70分）、METROPOLIS（60分）、君の隣のラジかるん、Shibu3 project ブルークラス、【TGP】「#春くる」（1部）、RIOT BABY、Shibu3 project、【TGP】「#春くる」（2部）                                                                               |
| 7月1日   | 東京アイドル劇場           | TOY SMILEY、UP's COLLEGE 2nd GENERATION、全力少女R（1部）、Mew Mew、櫻井由衣、鶯籠、全力少女R（2部）、虹色幻想曲 〜プリズム・ファンタジア〜、i*chip_memory、G-COMPLEx |
| 7月14日  | 東京アイドル劇場           | TOY SMILEY、ゆめみどき、櫻井優衣、RIOT BABY、【TGP】「#春くる」、パンダみっく、純粋カフェ･ラッテ（1部）、アクアノート、虹色幻想曲 〜プリズム・ファンタジア〜、純粋カフェ・ラッテ |
| 7月16日  | 東京アイドル劇場プレミアム | sora tob sakana、ロッカジャポニカ（1部）、フィロソフィーのダンス、Task have Fun、ロッカジャポニカ（2部） |
| 7月22日  | 渋谷アイドル劇場           | 佐賀乙女みゅー☆スター、Twinkle、Shibu3 project イエロークラス、Shibu3 project ブルークラス、JSソロSP Vol.5（70分）、東京flavor、Shibu3 project グリーンクラス、Si☆Stella、RIOT BABY、Shibu3 Project、キプリスモルホォ、【TGP】「#春くる」、MiMi MiMi MoNde、星名はる                                                                                  |
| 7月28日  | 渋谷アイドル劇場           | Runa☆+渡良瀬橋43、東京flavor（1部）、櫻井佑音、ゆめみどき、君の隣のラジかるん（1部）、東京flavor（2部）、【TGP】「#春くる」（1部）、はちみつクロニクル、君の隣のラジかるん（2部）、アクアノート、【TGP】「#春くる」（2部）、Needs、いちごみるく色に染まりたい                                                                                         |
| 8月12日  | 東京アイドル劇場           | 【TGP】「#春くる」、LIMITED、spindle、ミライスカート（1部）、純粋カフェ･ラッテ、空野青空、Very Very Red Berry、ミライスカート（2部）、東京flavor、G-COMPLEx |
| 8月19日  | 東京アイドル劇場           | 浅草RainboWブリッジ、パンダみっく、ONE SCENE、全力少女R、RABBIT HUTCH、アクアノート、RIOT BABY、243と吉崎綾、アクアノート（追加公演）、Needs、i*chip_memory |
| 8月26日  | 渋谷アイドル劇場           | Runa☆+渡良瀬橋43、君の隣のラジかるん、MERUCHU（1部）、いちごみるく色に染まりたい、JS&JC夏休みアイドルソロSP（70分）、【TGP】「#春くる」（1部）、MERUCHU（2部）、cheer up、櫻井佑音、BiRESCO、スノークリスタル、S-CARAT、【TGP】「#春くる」（2部） |
| 9月9日   | 東京アイドル劇場           | TOY SMILEY、RIOT BABY、東京flavor、i*chip_memory、Very Very Red Berry、いちごみるく色に染まりたい。、純粋カフェ・ラッテ、Shine Fine Movement、C;ON、Needs、G-COMPLEx |
| 9月23日  | 東京アイドル劇場アドバンス | くるーず〜CRUiSE!、Task have Fun（1部）、全力少女R、Ange☆Reve、Task have Fun（2部）、Fullfull Pocket、なんキニ! |
| 9月24日  | 渋谷アイドル劇場           | Shibu3 project イエロークラス、Shibu3 project グリーンクラス、ミラクルキャンディーベリー+、RIOT BABY、JSJCアイドル秋のソロ祭り（70分）、Shibu3 project ピンククラス、櫻井佑音、BJハート、ASM、Shibu3 project ブルークラス、【GLP】「#春くる」、BiRESCO、S-CARAT、【GLP】「#春くる」（2部）                                                            |
| 9月30日  | 東京アイドル劇場           | キャンディzoo、【GLP】「#春くる カラオケ大会」（1部）、ミライスカート（1部）、君の隣のラジかるん、東京flavor、【GLP】「#春くる」（2部）、ミライスカート（2部）、アクアノート、パンダみっく、櫻井優衣、キプリスモルホォ（台風24号の影響により中止） |
| 10月8日  | 東京アイドル劇場アドバンス | アップアップガールズ（仮）、桃井はるこ、monogatari、26時のマスカレイド、フィロソフィーのダンス、マジカル・パンチライン、夢みるアドレセンス |
| 10月14日 | 東京アイドル劇場           | MERUCHU、TOY SMILEY、全力少女R、ミライスカート（1部）、空野青空、【GLP】（1部）、パンダみっく、ミライスカート（2部）、アクアノート、【GLP】（2部）、Shine Fine Movement |
| 10月20日 | 渋谷アイドル劇場           | 小杉ゆん、Shibu3 project イエロークラス、Shibu3 project ブルークラス、RABBIT HUTCH、【GLP】「2018秋新公演」、Si☆4、Shibu3 project グリーンクラス、RABBIT HATCH（2部）、東京flavor、Shibu3 Project ピンククラス、赤ちょこ、LIT、キャンディzoo |
| 10月21日 | 渋谷アイドル劇場           | 魔法少女ももりん+星乃みれい、RABBIT HUTCH、櫻井佑音、JSアイドルソロSP Vol.6（70分）、【GLP】「2018秋新公演」、ナナイロ☆ドロップス、Si☆Stella、櫻井優衣、Runa☆+渡良瀬橋43、DAIZ、キャンディzoo、gra-DOLL |
| 10月28日 | 東京アイドル劇場           | 九州女子翼、Up’s COLLEGE 2nd GENERATION、アイドルカレッジTeamD、Shine Fine Movement（1部）、アクアノート、【GLP】、Shine Fine Movement（2部）、君の隣のラジかるん、Very Very Red Berry、純粋カフェ・ラッテ、G-COMPLEx |
| 11月4日  | 東京アイドル劇場           | 【GLP】、パンダみっく、キャンディzoo、綺星★フィオレナード、Very Very Red Berry、鶯籠、キプリスモルホォ、君の隣のラジかるん、いちごみるく色に染まりたい。、ごちゃすと、やるっきゃガールズ |
| 11月11日 | 渋谷アイドル劇場           | RABBIT HUTCH（1部）、Shibu3 project イエロークラス、Twinkle（1部）、Shibu3 Project ピンククラス、RABBIT HUTCH（2部）、【GLP】、Twinkle（2部）、Shibu3 project ブルークラス、RIOT BABY、→Wonderland、東京flavor、Shibu3 project グリーンクラス、幻.no、Spindle                                                                                         |
| 11月18日 | 東京アイドル劇場           | TOY SMILEY、はちみつクロニクル、ミライスカート（1部）、いちごみるく色に染まりたい。、Advance Arc Harmony、POMERO、ミライスカート（2部）、メイビーME、i*chip_memory、純粋カフェ・ラッテ、G-COMPLEx |
| 11月24日 | 渋谷アイドル劇場           | くるーず〜CRUiSE!、MERUCHU（1部）、櫻井佑音、東京flavor、今年最後のJS&JCソロSP（70分）、MERUCHU（2部）、BJハート、ミラクルキャンディーベリー+、JS&JCソロおかわり公演（40分）、【GLP】、九州女子翼（50分）、キャンディzoo |
| 12月1日  | 渋谷アイドル劇場           | RABBIT HUTCH（1部）、Shibu3 project（JC選抜）、ここらこ、Si☆4、RABBIT HUTCH（2部）、OBP、PINKYCASE、Si☆Stella、【GLP】（1部）、ごちゃすと、ぴーおん♡、アクアノート（50分）、【GLP】（2部）、キャンディzoo |
| 12月2日  | 東京アイドル劇場プレミアム | Task have Fun、フィロソフィーのダンス、26時のマスカレイド、マジカル・パンチライン |
| 12月16日 | 東京アイドル劇場           | パンダみっく、【GLP】（1部）、手賀沼サンセット、全力少女R（1部）、マリオネッ。、【GLP】（2部）、全力少女R（2部）、ミライスカート（1部）、Advance Arc Harmony、Needs、ミライスカート（2部） |
| 12月23日 | 東京アイドル劇場           | Task have Fun（壁ぶち抜き公演）、【GLP】、TOY SMILEY、パクスプエラ（1部）、アクアノート、OBP、パクスプエラ（2部）、メイビーME、いちごみるく色に染まりたい。、G-COMPLEx、純粋カフェ･ラッテ、i*chip_memory |
| 12月30日 | 東京アイドル劇場アドバンス | 君の隣のラジかるん、Task have Fun（1部）、アクアノート、Fullfull Pocket、Task have Fun（2部）、monogatari |

| 2019年   | 2019年                     | 2019年 |
| 公演日   | 公演名                     | 出演者 |
| -------- | -------------------------- | --- |
| 1月12日  | 渋谷アイドル劇場           | Little Blossom/SisterS、MERUCHU（1部）、Runa☆+渡良瀬橋43、C;ON、JS&JCアイドルソロ新春SP（70分）、メトロポリス、MERUCHU（2部）、気まぐれプリンセス、ナナイロ☆ドロップス、櫻井佑音、Wぴ〜、キャンディzoo、G-COMPLEx |
| 1月13日  | 東京アイドル劇場           | Task have Fun（壁ぶち抜き公演）、MERUCHU、東京flavor、Task have Fun（女性限定）、Very Very Red Berry、Advance Arc Harmony、アクアノート、ミライスカート、chula、i*chip_memory |
| 1月20日  | 東京アイドル劇場           | くるーず〜CRUiSE!、いちごみるく色に染まりたい。、【GLP】（1部）、アイドルカレッジ、ルルネージュ、君の隣のラジかるん、【GLP】（2部）、メイビーME、SW!CH、純粋カフェ・ラッテ、Advance Arc Harmony |
| 1月26日  | 渋谷アイドル劇場           | Twinkle、RUBBIT HUTCH、Shibu3 project グリーンクラス、Needs、JS&JCアイドルソロSP（70分）、G-COMPLEx、Shibu3 project イエロークラス、Shibu3 project ピンククラス、Si☆4、→Wonderland、Shibu3 project ブルークラス、ごちゃすと、【GLP】 |
| 1月27日  | 東京アイドル劇場アドバンス | Task have Fun、Kore:ct、君の隣のラジかるん、Fullfull Pocket、PiXMiX、メイビーME、純粋カフェ・ラッテ、アイドルカレッジ（10th anniversary直前 ミニワンマンLive） |
| 2月3日   | 東京アイドル劇場           | RABBIT HUTCH、【GLP】、いちごみるく色に染まりたい。、アクアノート、PM3:58、Stella Beats、LIT、Advance Arc Harmony、ミライスカート、ごちゃすと、Fragrant Drive |
| 2月10日  | 渋谷アイドル劇場           | RISING/ZERO、ミラクルキャンディーベリー+、CoCoRo学園15th、LIMITED、JS&JCアイドルソロSP（80分）、メトロポリス、君の隣のラジかるん、気まぐれプリンセス、LUCIANNA、櫻井佑音、JS&JCソロおかわり公演（30分）、ぽけっとファントム、G-COMPLEx |
| 2月16日  | 東京アイドル劇場           | パンダみっく、ルルネージュ、マリオネッ。、パクスプエラ（1部）、メイビーME、キプリスモルホォ、全力少女R、パクスプエラ（2部）、Needs、純粋カフェ・ラッテ、i*chip_memory |
| 2月24日  | 渋谷アイドル劇場           | Shibu3 project イエロークラス、Shibu3 project ブルークラス、ちびーず、gra-DOLL、君の隣のラジかるん、Shibu3 project グリーンクラス、G-COMPLEx、OBP、幻.no、Shibu3 project ピンククラス、【GLP】「オンユアマークス」、ごちゃすと、ぽけっとファントム、キプリスモルホォ                                                                                      |
| 3月2日   | 東京アイドル劇場           | キャンディzoo、メリーメリー♡ファンファーレ、【GLP】「オンユアマークス」、SKOOL GIRL BYE BYE、Very Very Red Berry、ルルネージュ、アクアノート、くるーず〜CRUiSE!、フルーレット、純粋カフェ・ラッテ、ごちゃすと |
| 3月10日  | 渋谷アイドル劇場           | 気まぐれプリンセス、MERUCHU（1部）、Shibu3 project（選抜）、RIOT BABY、Wぴ〜、MERUCHU（2部）、PINKYCASE、ミラクルキャンディーベリー+、九州女子翼（50分）、ぴーおん♡、【GLP】「オンユアマークス」、キプリスモルホォ、ごちゃすと、原宿ソフトクリームランド                                                                                                  |
| 3月16日  | 渋谷アイドル劇場           | Little Blossom/SisterS、RABBIT HUTCH、Si☆4、→Wonderland、Runa☆＋渡良瀬橋43、JS&JCアイドルソロSP（80分）、C;ON、【GLP】「オンユアマークス」、櫻井佑音、CRAYONSファミリー公演（CRAYONS/奥野未悠）、高見このは、BABY BLUE EYES、G-COMPLEx |
| 3月17日  | 東京アイドル劇場           | 手賀沼サンセット、Spindle、SW!CH、パクスプエラ（1部）、メイビーME（60分）、【GLP】「オンユアマークス」、パクスプエラ（2部）、パンダみっく、ミライスカート、超電波バスターズ |
| 4月7日   | 東京アイドル劇場           | 新生ミラキャンプレオープン 公演〜本間菜穂・森田愛生 生誕祭〜、ぽけっとファントム、PiXMiX（1部）、キミノマワリ。、「JYA☆PON、ひとカケラの世界。」合同公演、ミライスカート、PiXMiX（2部）、Shine Fine Movement、キプリスモルホォ、幻.no、Fragrant Drive |
| 4月13日  | 渋谷アイドル劇場           | メトロポリス、RABBIT HUTCH、→Wonderland、RISING/ZERO、平成最後のJS＆JCソロSP1日目（80分）、PINKYCASE、あかぎ団 ちびーず（仮）、気まぐれプリンセス、アモレカリーナ、JS&JCソロおかわり公演（30分）、ぴーおん♡、ぽけっとファントム、フルーレット、 |
| 4月14日  | 渋谷アイドル劇場           | アモレカリーナ、佐賀乙女みゅー☆スター（1部）、RABBIT HUTCH、SisterS、平成最後のJS＆JCソロSP2日目（80分）、C;ON、佐賀乙女みゅー☆スター（2部）、Si☆4定期公演、櫻井佑音 定期公演、SAKURA MODE〜桜宇宙、ゆんかな、キプリスモルホォ、(N/A) |
| 4月21日  | 東京アイドル劇場           | キミイロプロジェクト、パンダみっく、君の隣のラジかるん、KATA☆CHU、純粋カフェ･ラッテ、キミノマワリ。、【GLP】（1部）、キャンディzoo、SW!CH、【GLP】（2部）、i*chip_memory |
| 4月28日  | 東京アイドル劇場アドバンス | CROWN POP、パクスプエラ（1部）、アメフラっシ、マジカル・パンチライン、パクスプエラ（2部）、Ange☆Reve、OBP |
| 5月5日   | 東京アイドル劇場           | 【GLP】、C;ON、tipToe.、キャンディzoo、絶対直球女子!プレイボールズ、メイビーME、ミライスカート、Shine Fine Movement、アクアノート、ルルネージュ、Fragrant Drive |
| 5月11日  | 渋谷アイドル劇場           | RABBIT HUTCH（1部）、キャンディzoo、C;ON、Girls Live Project、OBP、RABBIT HUTCH（2部）、JCJKアイドルソロSP（70分）、SPATIO、OBP研修生、Si☆4、君の隣のラジかるん、カラフルスクリーム、FAVO♡ |
| 5月19日  | 東京アイドル劇場           | Task have Fun、【GLP】、パンダみっく、キミイロプロジェクト、Task have Fun（女性限定）、PM3:58、純粋カフェ・ラッテ、アクアノート、SW!CH、ネコプラ∞、マリオネッ。 |
| 5月25日  | 渋谷アイドル劇場           | メトロポリス、NiceToMeetYou、SAKURA MODE〜桜宇宙＋Runa☆、LoveLink、JS&JCアイドルソロSP（80分）、ごちゃすと、Little Blossom、こにゃんこ、にゅ〜わ、Si☆4、キプリスモルホォ、ミニスカポリス |
| 5月26日  | 東京アイドル劇場アドバンス | 君の隣のラジかるん、アクアノート、アメフラっシ、全力少女R、Fullfull Pocket、純粋カフェ・ラッテ、Fragrant Drive |
| 6月1日   | 渋谷アイドル劇場           | ホワイトキャンパス、→Wonderland、RISING/ZERO、あかぎ団 ちびーず（仮）、JCJKアイドルソロSP（70分）、SAKURA MODE〜桜宇宙、にゅ〜わ、ぽけっとファントム、キプリスモルホォ、くるーず〜CRUiSE!、FAVO♡、幻.no |
| 6月9日   | 東京アイドル劇場           | Task have Fun、パンダみっく、キミイロプロジェクト、群青の世界、IDOLATER、パピプペポは難しい、「JYA☆PON、ひとカケラの世界。」合同公演、キャンディzoo、キプリスモルホォ、Fragrant Drive、i*chip_memory |
| 6月13日  | 東京アイドル劇場 平日      | にゅ〜わ、Shine Fine Movement、キプリスモルホォ、【GLP】、Fragrant Drive |
| 6月23日  | 東京アイドル劇場アドバンス | NiceToMeetYou、アクアノート、フィロソフィーのダンス、メイビーME、Fullfull Pocket、純粋カフェ・ラッテ、monogatari |
| 6月29日  | 渋谷アイドル劇場           | メトロポリス、MERUCHU、→Wonderland、C;ON、JS&JCアイドルソロSP（80分）、あかぎ団 ちびーず（仮）、アイドルソロSPデザート公演（30分）、気まぐれ♡プリンセス、ホワイトキャンパス、櫻井佑音、ぽけっとファントム、キプリスモルホォ、【GLP】 |
| 6月30日  | 東京アイドル劇場           | MERUCHU、jumpingkiss、SW!CH、パクスプエラ（1部）、恒星宇宙、Spindle、ルルネージュ、パクスプエラ（2部）、ミライスカート、KATA☆CHU、【GLP】 |
| 7月7日   | 渋谷アイドル劇場           | メトロポリス、Runa☆+ToA、SAKURA MODE〜桜宇宙、いちごみるく色に染まりたい。光、OBP、第3回 JCJKアイドルソロSP（85分）、OBP研究生、JC&JKソロおかわり公演（35分）、Si☆4、NiceToMeetYou、にゅ〜わ、ぽけっとファントム、【GLP】 |
| 7月14日  | 東京アイドル劇場           | ぽけっとファントム、純粋カフェ･ラッテ、青SHUN学園、全力少女R（1部）、かみやど（1部）、キャンディzoo（60分）、全力少女R、かみやど（2部）、キプリスモルホォ、【GLP】 |
| 7月21日  | 東京アイドル劇場           | パンダみっく、キミイロプロジェクト、REBIRTH、マリオネッ。、東京flavor（選抜メンバー）、【GLP】、ミライスカート、タートルリリー、一瞬しかない、Fragrant Drive、キャンディzoo |
| 7月27日  | 渋谷アイドル劇場           | 佐賀乙女みゅー☆スター（1部）、「こにゃんこ+NiceToMeetYou」合同公演、櫻井佑音、Twinkle（1部）、マーブルエンジェル（1部）、JS&JCアイドルソロSP〜天下一舞踏会（1日目）（100分）、Twinkle（2部）、マーブルエンジェル（2部）、RABBIT HUTCH、JS&JCソロおかわり公演【星乃みれい、さち、みゆだよ～ん♪】、佐賀乙女みゅー☆スター（2部）、SAKURA MODE〜桜宇宙＋Runa☆ |
| 7月28日  | 渋谷アイドル劇場           | マーブルエンジェル、RABBIT HUTCH、高見ほのか（1部）、MOMOKA（気まぐれ♡プリンセス）とサポートメイド、JS&JCアイドルソロSP〜天下一舞踏会（2日目）（90分）、メトロポリス、高見このは（2部）、Evergreen moment Vol.2、八束れい、jumpingkiss、ホワイトキャンパス、キプリスモルホォ、ありさ、【GLP】                                                             |
| 8月11日  | 東京アイドル劇場           | MERUCHU&ひにゃ〜りおん、C;ON（1部）、OBP、NiceToMeetYou、PM3:58、C;ON（2部）、IDOLATER、キプリスモルホォ、純粋カフェ・ラッテ、i*chip_memory、Fragrant Drive |
| 8月12日  | 渋谷アイドル劇場           | 金津美月ソロ公演（30分）、ぽけっとファントム、FAVO♡、櫻井佑音、第4回JCJKアイドルソロSP（80分）、アイドルソロSPデザート公演、Si☆4、いちごみるく色に染まりたい。光、Si☆Stella、White Rabbits、OBP |
| 8月18日  | 東京アイドル劇場           | パンダみっく、かみやど（1部）、ZINQ、キャンディzoo、かみやど（2部）、キプリスモルホォ、NiceToMeetYou[OA.こにゃんこ]、ミライスカート、PUPUPU81、一瞬しかない、ハニースパイスRe. |
| 8月24日  | 渋谷アイドル劇場           | Sisters、jumpingkiss（1部）、SPATIO KIDS（1部）、気まぐれ♡プリンセス、JS&JCアイドルソロ夏休みSP、RUNA☆+ToA、→Wonderland、SPATIO KIDS（2部）、くるーず〜CRUiSE!、SAKURA MODE〜桜宇宙、jumpngkiss（2部）、ホワイトキャンパス、【GLP】 |
| 8月31日  | 渋谷アイドル劇場           | メトロポリス、Rainbow Flowers、Boy meets cute Vol.1、→Wonderland、C;ON、クロワッサン、こにゃんこ、NiceToMeetYou、にゅ〜わ、ホワイトキャンパス、K+RANK‘IN、Stella☆Blue、【GLP】 |
| 9月8日   | 東京アイドル劇場           | パンダみっく、ルルネージュ、SW!CH、群青の世界、Dolothy Little Happy、メイビーME、PM3:58、全力少女R、キプリスモルホォ、NONSTOP、鈴音ひとみ（台風の影響により中止） |
| 9月16日  | 渋谷アイドル劇場           | 佐賀乙女みゅー☆スター、INDIVIDUAL PLATE、MERUCHU&天野里音、CoCoRo学園、あかぎ団 ちびーず（仮）、JS&JCアイドルソロSP、アイドルソロSPおかわり公演、SAKURA MODE〜桜宇宙+Runa☆、富山PRガール（仮）、櫻井佑音、Dreamy、Glitter Piece |
| 9月23日  | 東京アイドル劇場アドバンス | 純粋カフェ・ラッテ、C;ON、Fullfull Pocket、愛乙女☆DOLL、Si☆4 |
| 9月28日  | 渋谷アイドル劇場           | メトロポリス、C;ON、ぽけっとファントム、櫻井佑音、第5回JCJKアイドルソロSP、いちごみるく色に染まりたい。、こにゃんこ、NiceToMeetYou、キプリスモルホォ、FAVO♡、Si☆4、【GLP】、Chase×Chase |
| 9月29日  | 東京アイドル劇場           | NiceToMeetYou ※OA:こにゃんこ、C;ON、プリアモ、Dreamy、ミライスカート、純粋カフェ・ラッテ、キミノマワリ。、パピプペポは難しい、IDOLATER、i*chip_memory |
| 10月6日  | 東京アイドル劇場           | Task have Fun、C;ON、K+RANK‘IN、PUPUPU81、TASK have Fun（女性限定）、かみやど（1部）、キミノマワリ。、jumpingkiss、かみやど（2部、45分）、Fragrant Drive |
| 10月14日 | 東京アイドル劇場アドバンス | くるーず〜CRUiSE!、君の隣のラジかるん、アクアノート、アメフラっシ、Fullfull Pocket、C;ON、純粋カフェ･ラッテ |
| 10月19日 | 渋谷アイドル劇場           | J&M Entertainment公演（SisterS、Little Blossom、あいみ）、RABBIT HUTCH&DIANNAプロジェクト（1部）、→Wonderland、SAKURA MODE〜桜宇宙＋Runa☆、JSJCアイドルソロSP（110分）、ナナイロ☆ドロップス、アイドルソロSPおかわり、RABBIT HUTCH&DIANNAプロジェクト（2部）、Boy meets cute Vol.2、櫻井佑音、金津美月ソロ公演（40分）、ホワイトキャンパス                 |
| 10月22日 | 渋谷アイドル劇場           | INDIVIDUAL PLATE、メトロポリス、御祭少女、こにゃんこ、OBP、第6回JCJKアイドルソロSP（90分）、PLC、にゅ〜わ、NiceToMeetYou、FAVO♡、ぽけっとファントム、キプリスモルホォ、Stella☆Blue |
| 10月27日 | 東京アイドル劇場           | せかいシティ、プリアモ、Si☆4、純粋カフェ・ラッテ、キミノマワリ。、かみやど（1部）、Spindle、ミライスカート、かみやど（2部）、鈴音ひとみ、Fragrant Drive |
| 11月3日  | 渋谷アイドル劇場           | →Wonderland、Fortune♧Doll、櫻井佑音、金津美月ソロ公演（40分）、JSJCアイドルソロSP〜天下一舞踏会（1日目、105分）、RABBIT HUTCH、JSJCアイドルソロお代わり公演、Chanberry ChuChu、岡山応援隊ピーチピーチ、『3人とも2009年3月6日生まれ』公演（岡林実来/綾音/魔法少女ももりん、30分）、ホワイトキャンパス、ミニスカポリス                                      |
| 11月4日  | 渋谷アイドル劇場           | SisterS+Little Blossom、岡山応援隊ピーチピーチ、RABBIT HUTCH、SAKURA MODE〜桜宇宙＋Runa☆、JSJCアイドルソロSP～天下一舞踏会（2日目、115分）、あかぎ団 ちびーず（仮）、パスキャン-pastel candy-、こにゃんこ、NiceToMeetYou、Si☆4、C;ON、キプリスモルホォ |
| 11月10日 | 東京アイドル劇場           | jumpingkiss（1部）、君の隣のラジかるん、アクアノート、jumpingkiss（2部）、K+RANK‘IN、ぷりあも、かみやど、純粋カフェ・ラッテ、じゅりえり、Dorothy Little Happy、Fragrant Drive |
| 11月16日 | 渋谷アイドル劇場           | メトロポリス、RABBIT HUTCH&ゆうか、jumpingkiss、C;ON、初のJSJCJKアイドルソロSP（115分）、原宿ソフトクリームランド、Boy meets cute Vol.3、「〜乙女色に染まりたい〜 田尻あやめ&長谷川愛里 いちごみるく色に染まりたい。」、NiceToMeetYou、ぽけっとファントム、FAVO♡、Glitter Piece、Chase×Chase                                                              |
| 11月24日 | 東京アイドル劇場           | RABBIT HUTCH&ゆうか（1部）、jumpingkiss、おやすみセカイ、夏目綾、RABBIT HUTCH&ゆうか（2部）、かみやど（1部）、キミノマワリ。、C;ON、かみやど（2部）、ミライスカート、くるーず〜CRUiSE! |
| 12月1日  | 東京アイドル劇場アドバンス | アクアノート、Task have Fun、パクスプエラ、Jumping Kiss、C;ON、君の隣のラジかるん、愛乙女☆DOLL |
| 12月8日  | 東京アイドル劇場           | PANDAMIC、キミノマワリ。、SW!CH、C;ON、じゅりえり、Chou2Precede、jumping kiss、ミライスカート、Dorothy Little Happy、夏目綾 |
| 12月14日 | 渋谷アイドル劇場           | SAKURA MODE〜桜宇宙、RABBIT HUTCH、jumping kiss、mocaron（八束れい/八束さくら）、金津美月ソロ公演（30分）、今年最後のJSJCアイドルソロSP（120分）、ぽけっとファントム、マジカル☆ミラクル、高見このは、「NiceToMeetYou/こにゃんこ」合同公演、FAVO♡、Si☆4、いちごみるく色に染まりたい。                                                                      |
| 12月22日 | 東京アイドル劇場           | Task have Fun、Jumping Kiss、C;ON、キミノマワリ。、プリアモ、かみやど（1部）、純粋カフェ・ラッテ、アイドルカレッジ候補生、かみやど（2部）、K+RANK'IN、elsy |

| 2020年   | 2020年                     | 2020年 |
| 公演日   | 公演名                     | 出演者 |
| -------- | -------------------------- | --- |
| 1月11日  | 渋谷アイドル劇場           | MERUCHU、Jumping Kiss、さくらピ〜ス☆、金津美月ソロ公演（30分）、JSJCアイドルソロ新春SP（100分）、アイドルソロおかわり公演（30分）、みゆだよ〜ん♪、パスキャン-pastel candy-/るならむ合同公演（30分）、櫻井佑音、Glitter Piece、キプリスモルホォ、ミニスカポリス、スイーツメロディ（東京flavorセカンド）                                                              |
| 1月12日  | 東京アイドル劇場アドバンス | 純粋カフェ・ラッテ、Task have Fun（1部）、かみやど（1部）、C;ON、Task have Fun（2部）、かみやど（2部） |
| 1月19日  | 東京アイドル劇場           | INDIVIDUAL PLATE、プリアモ、アイドルカレッジ候補生、全力少女R（1部）、テーマパークガール、キミノマワリ。、Shibu3 project（選抜メンバー）、全力少女R（2部）、eN、RY's、Glitter Piece |
| 1月25日  | 渋谷アイドル劇場           | メトロポリス、ULTRABUZZ、C;ON、PLC、JCJKアイドルソロSP（95分）、Runup!!/こにゃんこ合同公演（30分）、いちごみるく色に染まりたい。、jURiERi、Si☆4、FAVO♡、NiceToMeetYou、キプリスモルホォ、ホワイトキャンパスI |
| 1月26日  | 東京アイドル劇場           | PANDAMIC、OBP、Ringwanderung、ミライスカート、キミノマワリ。、かみやど（1部）、eN、elsy、かみやど（2部）、なんキニ!、charm*charm |
| 2月2日   | 渋谷アイドル劇場           | ナナイロ☆ドロップス（TEAM TUESDAY&TEAM WEDNESDAY）、いちごみるく色に染まりたい。、姫柊とあ/魔法少女ももりん、にゅ〜わ、JSJCJKアイドルソロSP（90分）、一瞬しかない、パスキャン-pastel candy-/るならむ合同公演（40分）、前野えま、Si☆4、櫻井佑音、FAVO♡、キプリスモルホォ、くるーず〜CRUiSE!                                                                          |
| 2月9日   | 東京アイドル劇場           | キミノマワリ。、PANDAMIC、Si☆4、夏目綾、jURiERi、charm*charm、eN、キプリスモルホォ、elsy、テンシメシ、Dorothy Little Happy |
| 2月11日  | 東京アイドル劇場アドバンス | C;ON、Task Have Fun、かみやど（1部）、アメフラッシ、SW!CH、かみやど（2部）、monogatari、純粋カフェ・ラッテ |
| 2月15日  | 渋谷アイドル劇場           | メトロポリス、Runup!!、Twinkle（1部）、こにゃんこ、JSJCアイドルソロSP（100）、あかぎ団ちびーず（仮）、RABBIT HUTCH（1部）、Twinkle（2部）、キプリスモルホォ、パスキャン-pastel candy-/るならむ合同公演（40分）、RABBIT HUTCH（2部）、シブヤDOMINION、じゆりぴ |
| 2月16日  | 渋谷アイドル劇場           | いちごみるく色に染まりたい。、RABBIT HUTCH、星乃みれい/ももりん/綾音、ぴよdela（1部）、FAVO♡、JSJCアイドルソロSP（100分）、Ai-Girls II、JSJCアイドルが歌う〜あややヒットパレード!〜、ぴよdela（2部）、櫻井佑音、jURiERi、キプリスモルホォ |
| 2月24日  | 東京アイドル劇場           | Jumping Kiss、アクアノート、プリアモ、Ringwanderung、ミライスカート、INDIVIDUAL PLATE、キミノマワリ。、IDOLATER、eN、一瞬しかない |
| 3月14日  | 渋谷アイドル劇場           | Runup!!、こにゃんこ、世田谷HAPPY☆VOICE、渋谷アイドル劇場ソロSP（90分）、マジカルバルルーンYes、Si☆4、jURiERi、キプリスモルホォ、FAVO♡、いちごみるく色に染まりたい。、ミニスカポリス→一瞬しかない、じゆりぴ ※2019年コロナウイルス感染症の影響により全公演中止 |
| 3月15日  | 東京アイドル劇場           | ※2019年コロナウイルス感染症の影響による品川J-SQUAREの閉鎖に伴い、シダックスカルチャーホールに変更 Lilly of the valley、C;ON、一瞬しかない、アイドルカレッジ候補生、Fullfull Pocket（1部）、Ringwanderung、キミノマワリ。、Fullfull Pocket（2部）、elsy、テンシメシ、Fragrant Drive                                                                                  |
| 3月21日  | 渋谷アイドル劇場           | メトロポリス、RABBIT HUTCH（1部）→ホワイトキャンパスI、パスキャン-pastel candy-/ろっきゅんろーる♪(R&R)合同公演（40分）、CoCoRo学園15th、渋谷アイドル劇場JSJCソロSP（110分）、あかぎ団ちびーず（仮）、RABBIT HUTCH（2部）、レッツゴーヤング〜JSJCが80年代アイドルを歌う（1日目）〜（35分）、櫻井佑音、SCRamBLE／わんちゃんいやほい合同公演（40分）、キプリスモルホォ |
| 3月22日  | 渋谷アイドル劇場           | 星乃みれい〜小学生卒業記念ソロ公演、pinkyRoses/Happy smile girl、PLC、渋谷アイドル劇場JSJCソロSP（85分）、Glitter Piece、ホワイトキャンパスI、レッツゴーヤング〜JSJCが80年代アイドルを歌う（2日目）〜（35分）、ちぇみー、キプリスモルホォ、CRAYONS、メルクマールメルマール、シブヤDOMINION、jURiERi                                                                 |
| 3月29日  | 東京アイドル劇場           | ※会場をシダックスホールに変更→高田馬場BSホールに再変更のアナウンスがあったが、全公演中止。 いちごみるく色に染まりたい。and more、プリアモ、キミノマワリ（1部）、かみやど（1部）、純粋カフェ・ラッテ、キミノマワリ。（2部）、かみやど（2部）、テンシメシ、PANDAMIC、Si☆4、ミライスカート、Ringwanderung、eN、charm*charm                                             |
| 4月12日  | 東京アイドル劇場           | ※全公演中止 PANDAMIC、日日是好日、ルルネージュ、アイドルカレッジ候補生、elsy、キミノマワリ。、eN、Rinwanderung、ナンキニ!、テンシメシ、メイビーME |
| 6月20日  | 渋谷アイドル劇場           | ホワイトキャンパスIII、メトロポリス、渋谷アイドル劇場JSJCソロSP（60分）、櫻井佑音、いちごみるく色に染まりたい。、みいなROCKフェス〜90年代V系バンド特集〜、Si☆4、じゆりぴ+JYURIP PROJECT（ぇりあ&あいにや）、天照 あまてらす |
| 6月27日  | 渋谷アイドル劇場           | 超音波、渋谷アイドル劇場JSJCソロSP、櫻井佑音、Si☆4、ろっきゅんろーる♪、JSJCアイドルが歌う〜安室奈美恵SP〜、Runup!!、ぽけっとファントム、NiceToMeetYou |
| 7月4日   | 東京アイドル劇場           | ※この日の公演よりYMCAアジア青少年センター スペースYホールに変更 Fragrant Drive、僕のClove、charm*charm、なんキニ!、キプリスモルホォ、Ringwanderung、キミノマワリ。 |
| 7月23日  | 東京アイドル劇場           | Fragrant Drive、りせゆまち from純ラテ、キプリスモルホォ、charm*charm、ホワイトキャンパスIII、いちごみるく色に染まりたい。、No,SateLight&鳥羽加奈子、キミノマワリ。 |
| 7月24日  | 東京アイドル劇場           | 日日是好日、プリアモ（45分）、僕のClove、C;ON、Ringwanderung、メイビーME、なんキニ!、キミノマワリ。 |
| 7月26日  | 渋谷アイドル劇場           | ろっきゅんろーる♪、CRAYONS、Runup!!、Angel Sisters・Angel♡heart・yua、レッツゴーヤング〜JSJCが80年代アイドルを歌う（70分）、Si☆4（50分）、櫻井佑音&あいみ（30分）、キプリスモルホォ、超音波、ありさ（名物受付嬢）生誕祭、一瞬しかない |
| 8月16日  | 東京アイドル劇場mini       | ※高田馬場BSホールにて開催 超音波、sister☆らびっと、東京アイドル劇場ソロSP（60分）、レインボーミュージック出張公演、ホワイトキャンパスIII、代々木女子音楽院、櫻井佑音、Challange Girls!!、ポリシーなんてごんごどうだん! |
| 8月22日  | 東京アイドル劇場mini       | 超音波、Runup!!、NiceToMeetYou、東京アイドル劇場ソロSP（60分）、アイドルカレッジ候補生、ホワイトキャンパスIII、ソロSPおかわり公演、yua・Angel Sisters・Angel♡Heart（30分）、Challange Girls!!、ポリシーなんてごんごどうだん!、ELECTRIC JELLYFISH〜電気クラゲ〜、manima-ni                                                                                           |
| 8月23日  | 東京アイドル劇場mini       | ※高田馬場BSホールにて開催 姫柊とあ/田村千尋、金津美月🦄With!、東京アイドル劇場ソロSP（60分）、御祭少女、Cute Entertainemt（四つ葉にこ&みおん/Happy smile girl/JS kidsユニット）、Si☆4、いちみる（いちごみるく色に染まりたい。）&いちみるJr.、ぽけっとファントム、超音波、ポリシーなんてごんごどうだん!、ぽけっとファントム（生誕公演）                              |
| 8月29日  | 東京アイドル劇場mini       | Runup!!、Angel♡Heart・Angel Sisters・yua、NiceToMeetYou、東京アイドル劇場ソロSP（60分）、C;ON（40分）、C;ON 、ホワイトキャンパスIII、櫻井佑音、ELECTRIC JELLYFISH〜電気クラゲ〜（30分）、Challange Girls!!、代々木女子音楽院、森ふうか |
| 8月30日  | 東京アイドル劇場           | くるーず〜CRUiSE!（1部）、プリアモ、いちごみるく色に染まりたい。、manima-ni、くるーず〜CRUiSE!（2部）、りせゆまち from 純ラテ、一瞬しかない、パピプペポ難しい、キミノマワリ。 |
| 9月5日   | 東京アイドル劇場           | Starly☆、C;ON、Ringwanderung、キミノマワリ。（1部）、メイビーME、Challenge Girls!!、キミノマワリ。（2部） |
| 9月19日  | 東京アイドル劇場           | プリアモ、アイドルカレッジ候補生、全力少女R（1部）、りせゆまち from 純ラテ、Glitter Piece、全力少女R（2部）、一瞬しかない、キミノマワリ。、【eN】 |
| 9月21日  | 東京アイドル劇場mini       | 金津美月🦄With!（30分）、メトロポリス、ELECTRIC JELLYFISH〜電気クラゲ〜、東京アイドル劇場ソロSP（60分）、ぶどう党、Runup!!、櫻井佑音、超音波、Challenge Girls!!、ぽけっとファントム、Mystear、スーパーポジティブ森ふうかの誕生日Specialライブッッッ！！！（30分）                                                                                                   |
| 9月27日  | 東京アイドル劇場mini       | 菱川あやみ&矢嶋彩乃生誕公演（20分）、いちみる&いちみるJr.（1部）、ぽけっとファントム、Jumping Kiss、東京アイドル劇場JSJCソロSP（60分）、いちみる＆いちみるJr.（2部）、Challenge Girls!!、レッツゴーヤング〜JSJCが80年代アイドルを歌う（45分）、ホワイトキャンパスIII、ドリ☆ステ、ミニスカポリス、シブヤDOMINION                                                     |
| 10月4日  | 東京アイドル劇場mini       | Cute Entertainemt定期公演（ViVian、ハル、ここな、Misaki）、ろっきゅんろーる♪、日日是好日、東京アイドル劇場ソロSP（60分）、Runup!!、超音波、みいなROCKフェス〜80~90年代バンド特集〜（45分）、Challenge Girls!!、メトロポリス、AnemOne、Ulysses-ユリシス- |
| 10月11日 | 東京アイドル劇場mini       | 櫻井佑音&野乃あいみ、超音波、NiceToMeetYou、レッツゴーヤング〜JSJCが80年代アイドルを歌う（60分）、ChallengeGirls!!、RISING/ZERO-V、いちみる&いちみるJr.、櫻井佑音、ホワイトキャンパスIII、ELECTRIC JELLYFISH〜電気クラゲ〜、ドリ☆ステ、シブヤDOMINION |
| 10月18日 | 東京アイドル劇場mini       | Angel♡Heart公演、Hamiile、Ulysses-ユリシス-、東京アイドル劇場ソロSP（60分）、ChallengeGirls!!、こにゃんこ、Runup!!、AnemOne、超音波、ELECTRIC JELLYFISH〜電気クラゲ〜、ぽけっとファントム、代々木女子音楽院（30分） |
| 10月24日 | 東京アイドル劇場           | プリアモ、Starly☆、金津美月🦄With!、僕のClove、なんキニ!、飯田結万（純粋カフェ・ラッテ）、bob up.、キミノマワリ。、【eN】 |
| 10月31日 | 東京アイドル劇場           | PUELLAE SOLEMNE、平均睡眠8時間。、Ringwanderung、ぶどう党、サンダルテレフォン、メイビーME、キミノマワリ。、スーパーポジティブ動物園！〜2マン来ないといたずらしちゃうゾ〜（森ふうか・松山あおい、45分） |
| 11月1日  | 東京アイドル劇場mini       | 響野アンナ生誕公演（30分）、ろっきゅんろーる♪、いちみる&いちみるJr.、レインボーミュージック公演、東京アイドル劇場ソロSP（60分）、Runup!!、超音波、℃-uteカバー特集〜私たち℃-ute派なんで〜（45分）、ChallengeGirls!!、キプリスモルホォ、NONSTOP |
| 11月7日  | 東京アイドル劇場           | Starly☆、平均睡眠8時間。、いちごみるく色に染まりたい。、くるーず〜CRUiSE!（1部）、泡恋、キミノマワリ。、くるーず〜CRUiSE!（2部） |
| 11月14日 | 東京アイドル劇場mini       | 櫻井佑音、Cute Entertainemt定期公演、ソロSP前菜1000円公演（30分）、東京アイドル劇場ソロSP（60分）、櫻井佑音定期公演〜Best of アイドル劇場2020〜（30分）、こにゃんこ、超音波、ChallengeGirls!!、Runup!!、キプリスモルホォ、NONSTOP |
| 11月22日 | 東京アイドル劇場mini       | KUWAGATA KIDS、ろっきゅんろーる♪、Runup!!、東京アイドル劇場JSJCソロSP（60分）、超音波、野乃あいみ&Mihiro、KUWAGATA KIDSユニットSP、Berryz工房カバー特集〜ベリーズなしでは生きてゆけない〜（40分）、金津美月（30分）、キプリスモルホォ、大塚みか |
| 11月23日 | 東京アイドル劇場           | プリアモ、Atarly☆、飯田結万（純粋カフェ・ラッテ）、にゅ〜わ、Fragrant Drive、bob up.、乙女エトワール、キミノマワリ。 |
| 12月6日  | 東京アイドル劇場           | 谷麻由里、プリアモ、泡恋、メイビーME、森ふうか、君の隣のラジかるん、いちごみるく色に染まりたい。、キミノマワリ。、キプリスモルホォ、Fragrant Drive |
| 12月19日 | 東京アイドル劇場mini       | KUWAGATA KIDS、こにゃんこ、超音波、Challenge Girls!!、東京アイドル劇場ソロSP（70分）、Runup!!、Angel Sisters・Angel♡Heart・早乙女ゆあ、KUWAGATA KIDSユニットSP、大御神、金津美月、AneｍOne、キプリスモルホォ、キミノマワリ。（30分） |
| 12月20日 | 東京アイドル劇場mini       | 東京アイドル劇場JSJCソロSP（50分）、1on2ステージ!ポリシーなんてごんごどうだん!×ViVian 公演（30分）、CoCoRo学園15thMulcul♡、超音波、東京アイドル劇場ソロSP（50分）、こにゃんこ、Runup!!、Challenge Girls!!、いちごみるく色に染まりたい。、キプリスモルホォ、Stella☆Blue、にゅ〜わ                                                                                    |
| 12月26日 | 東京アイドル劇場mini       | メトロポリス、あいみ＆Runa☆（ろきゅんろーる♪）、Jumping Kiss、Challenge Girls!!、レッツゴーヤング〜JSJCが80年代アイドルを歌う（50分）、HANA&MOMO（ゲスト：二葉心音）、いちみる&いちみるJr.、櫻井佑音、Angel Sisters・Angel♡Heart・早乙女ゆあ、キプリスモルホォ、ぽけっとファントム、平均睡眠8時間。                                                                 |
| 12月27日 | 東京アイドル劇場mini       | HANA&MOMO（ゲスト：二葉心音）、ぶどう党、Jumping Kiss、2020年最後のアイドル劇場ソロSP（70分）、こにゃんこ、sister☆らびっと、とあやね、超音波、Challenge Girls!!、AnemOne、キプリスモルホォ |
| 12月30日 | 東京アイドル劇場           | いちごみるく色に染まりたい。、黒は着ない。、Fragrant Drive、ぽけっとファントム、C;ON（45分）、LeapPlane+.、SW!CH |

| 2021年  | 2021年               | 2021年 |
| 公演日  | 公演名               | 出演者 |
| ------- | -------------------- | --- |
| 1月9日  | 東京アイドル劇場mini | ※全公演中止 あいみひろ（野乃あいみ&Mihiro）、こにゃんこ、金津美月🦄With!、東京アイドル劇場ソロSP（60分）、Cute Entertainemt定期公演（ViVian/七海七奈）、超音波、レッツゴーヤング〜JSJCが80年代アイドルを歌う（40分）、Challenge Girls!!、AnemOne、Hamiile                                                       |
| 1月10日 | 東京アイドル劇場mini | ※全公演中止 こにゃんこ、Runup!!、JSJC新春Buono!カバー特集（40分）、いちみる&いちみるJr.（1部）、Challenge Girls!!、櫻井佑音、東京アイドル劇場ソロSP（60分）、ろっきゅんろーる♪、橘まりあソロ公演 |
| 1月11日 | 東京アイドル劇場     | ※全公演中止 超音波/こにゃんこ合同公演（45分）、Fragrant Drive、プレイボールズ2nd、森ふうかと利根さやなのサヤフーチャンナイトフィーバー!!!（45分）、リトスタ!、NONSTOP、キプリスモルホォ、Glitter Piece |
| 1月24日 | 東京アイドル劇場mini | ※全公演中止 Angel Sisters・Angel♡Heart・早乙女ゆあ、メトロポリス、いちごみるく色に染まりたい。、東京アイドル劇場ソロSP（60分）、キプリスモルホォ、こにゃんこ、レッツゴーヤング〜が90年代J-POPを歌う（45分）、Challenge Girls!!、ろっきゅんろーる♪、超音波                                                       |
| 2月11日 | 東京アイドル劇場mini | Angel Sisters・Angel♡Heart・早乙女ゆあ、金津美月🦄With!、いちごみるく色に染まりたい。（1部）、東京アイドル劇場JSJCソロSP（60分）、Sister☆らびっと/Milky☆Way合同公演、いちごみるく色に染まりたい。（2部）、こにゃんこ、超音波、キプリスモルホォ、森ふうかと愉快な仲間たち☆『SPゲスト乙女エトワール』公演（50分） |
| 2月13日 | 東京アイドル劇場mini | こにゃんこ、超音波、ReserveTokyo、東京アイドル劇場ソロSP（70分）、Cute Entertainemt定期公演（ViVian/Pink addiction）、レッツゴーヤング〜JSJCが90年代J-POPを歌う（40分）、姫柊とあ生誕公演（ゲスト：Angel Sisters）、Challenge Girls!!、橘まりあソロ公演、キプリスモルホォ                                       |
| 2月20日 | 東京アイドル劇場     | Starly☆、泡恋、Fragrant Drive 三田のえBirthday Party（45分）、いちごみるく色に染まりたい。、キミノマワリ。、代々木女子音楽院、キプリスモルホォ、C;ON（45分）、fine. |
| 2月23日 | 東京アイドル劇場mini | Angel♡Heartと仲間たち、レッツゴーヤング〜JSJCが90年代J-POPを歌う、東京アイドル劇場ソロSP（90分）、いちごみるく色に染まりたい。、櫻井佑音（50分）、ろっきゅんろーる♪〜RAMU生誕公演〜（30分）、Challenge Girls!!、AnemOne〜世川ちひろ生誕公演〜、東京演劇女子.                                                    |
| 2月28日 | 東京アイドル劇場mini | 第一回キッズボーイズソロSP、メトロポリス、レインボーミュージック公演〜りさちゃん7歳1stCD発売記念〜、東京アイドル劇場ソロSP（60分）、キプリスモルホォ、【咲夜みおん(ソロ)+田村千尋(ソロ)】公演、こにゃんこ、Hamille、超音波、代々木女子音楽院、ELECTRICJELLYFISH〜電気クラゲ〜                                   |
| 3月7日  | 東京アイドル劇場mini | こにゃんこ/超音波 合同公演（50分）、にゅ〜わ、いちごみるく色に染まりたい。（1部）、東京アイドル劇場ソロSP（60分）、Challenge Girls!!、いちごみるく色に染まりたい。（2部）、AnemOne、ポリシーなんてごんごどうだん!、キプリスモルホォ、ガラクタ!ぽんこつ?                                                         |
| 3月13日 | 東京アイドル劇場     | 君の隣のラジかるん、Piggy☆Bank$、夢∞NITY（1部）、いちごみるく色に染まりたい。七瀬うみ生誕祭（45分）、あいふぁん、Ulysses-ユリシス-、夢∞NITY（2部）、キミノマワリ。 |
| 3月14日 | 東京アイドル劇場mini | メトロポリス、レッツゴーヤング〜JSJCが80年代アイドルソングを歌う、金津美月🦄With!（30分）、小学6年生卒業式ソロSP〜さよならランドセル〜（60分）、ぶどう党、Hamiile、とあやね、櫻井佑音、いちみる&いちみるJr.、キプリスモルホォ、AnemOne                                                                          |
| 3月21日 | 東京アイドル劇場mini | ちぃちゃんとかぐらちゃん、Angel♡Heartと仲間たち、Happysugarプロジェクト公演、東京アイドル劇場JSJCソロSP（60分）、Challenge Girls!!、Cute Entertainemt定期公演(ViVian)、超音波/こにゃんこ合同（45分）、代々木女子音楽院、にゅ〜わ、ELECTRIC JELLYFISH〜電気クラゲ〜                                              |
| 3月27日 | 東京アイドル劇場     | 夢∞NITY、未ダ、君ヲ推セズ。・Lycoris Radiata・CASS1E 合同45分公演、ハッピースマイル♡シンデレラ そのみゆう卒業、Starly☆、いちごみるく色に染まりたい。、Ulysses-ユリシス-、リトスタ! |
| 3月28日 | 東京アイドル劇場mini | ちぃちゃんとかぐらちゃん、櫻井佑音&野乃あいみ、ろっきゅんろーる♪、東京アイドル劇場JSJCソロSP（60分）、Cute Entertainemt定期公演(ViVian+Pink addiction)、櫻井佑音、Challenge Girls!!、Si☆4、渡良瀬橋43復活祭 |